# 基督教香港崇真會救恩堂
基督教香港崇真會救恩堂（英語：Tsung Tsin Mission of Hong Kong Kau Yan Church）是香港中西區西營盤的一座基督新教教堂，位於西邊街與高街交界，西區社區中心的南面。
如今的堂址屬哥德復興式設計，於1932年重建，並在1990年獲評為三級歷史建築，其後於2011年9月2日獲確認為香港一級歷史建築。

## 歷史
基督教香港崇真會救恩堂創立於1852年，由瑞士巴色差會之宣教士韓山明牧師（Rev. Theodore Hamberg）所成立，前身是早一年在鄰近上環街市創立的首家香港客語教會「客家聖會」。1861年4月黎力基牧師 （Rev. Rudolf Lechler）在西營盤救恩堂現址地段興建「四角樓」，並於1862年5月招收新教友、施洗及選立長老。1927年12月25日自立，定名為「香港西營盤中華基督教崇真自立會」。
其後教會聘請公和洋行（巴馬丹拿建築師樓）於四角樓的原址興建新禮拜堂，由1931年6月1日啟建，直至1932年12月24日完工，命名為「救恩堂」。隨著客語族群人口減少，救恩堂於1984年改為全粵語教會。
現任駐堂主任牧師為文偉坡，顧問長老為王福義、蕭壽澄。

## 辦學團體
1861年黎力基牧師攜同續弦的新夫人重返香港，黎師母創辦女校「巴色義學」，救恩堂因而成為客語教會推動女子教育的發祥地。
救恩堂堂董會於1946年1月議決興辦小學，議定命名為救恩學校，其後再開辦中學。1950年3月，救恩學校校董會成立，同年8月正式開辦英文下午中學，學生人數激增，校董會將已變為住宅的巴色義學舊址改建為一所樓高五層的新校舍。1952年8月26日正式獲准開辦英文夜校。1954年再度擴充校舍，新校於1958年4月10日揭幕。
1992年6月救恩堂與麗新集團簽署重建校舍合作協議，9月初將中、小學全部遷出進行拆卸。按政府之建議將中學救恩書院遷往大埔，而小學則暫借中環潮人生命堂校舍上課，直到1995年新校舍落成才於9月正式遷回，並重開停辦多時的幼稚園。
1999年8月中，教育署接納救恩堂申請籌辦位於粉嶺欣盛里之中學，命名為粉嶺救恩書院，於2000年9月開課。

### 學校
- 救恩學校
- 救恩書院
- 粉嶺救恩書院

## 分堂 (按創立時間順序)
- 富善堂（1994年1月1日正式自立）
- 黃埔堂（2010年12月5日正式自立）
- 粉嶺欣盛堂（2025年4月正式自立）
- 堅城堂（2018年4月29日正式自立）
- 水泉澳分堂

## 外部連結
- 基督教香港崇真會救恩堂的網址 （页面存档备份，存于）